# Magnolia ekmanii
Espèce
Statut de conservation UICN

 CR A2ac : 
En danger critique
Magnolia ekmanii est une espèce de plantes à fleurs de la famille des Magnoliacées endémique de Haïti.

## Description
C'est un arbre.

## Répartition et habitat
Cette espèce est endémique de Haïti où elle pousse vers 1 170 m d'altitude.